# Linyphia lurida
Linyphia lurida là một loài nhện trong họ Linyphiidae.
Loài này thuộc chi Linyphia. Linyphia lurida được Eugen von Keyserling miêu tả năm 1886.